# Lüdinghauser Tor

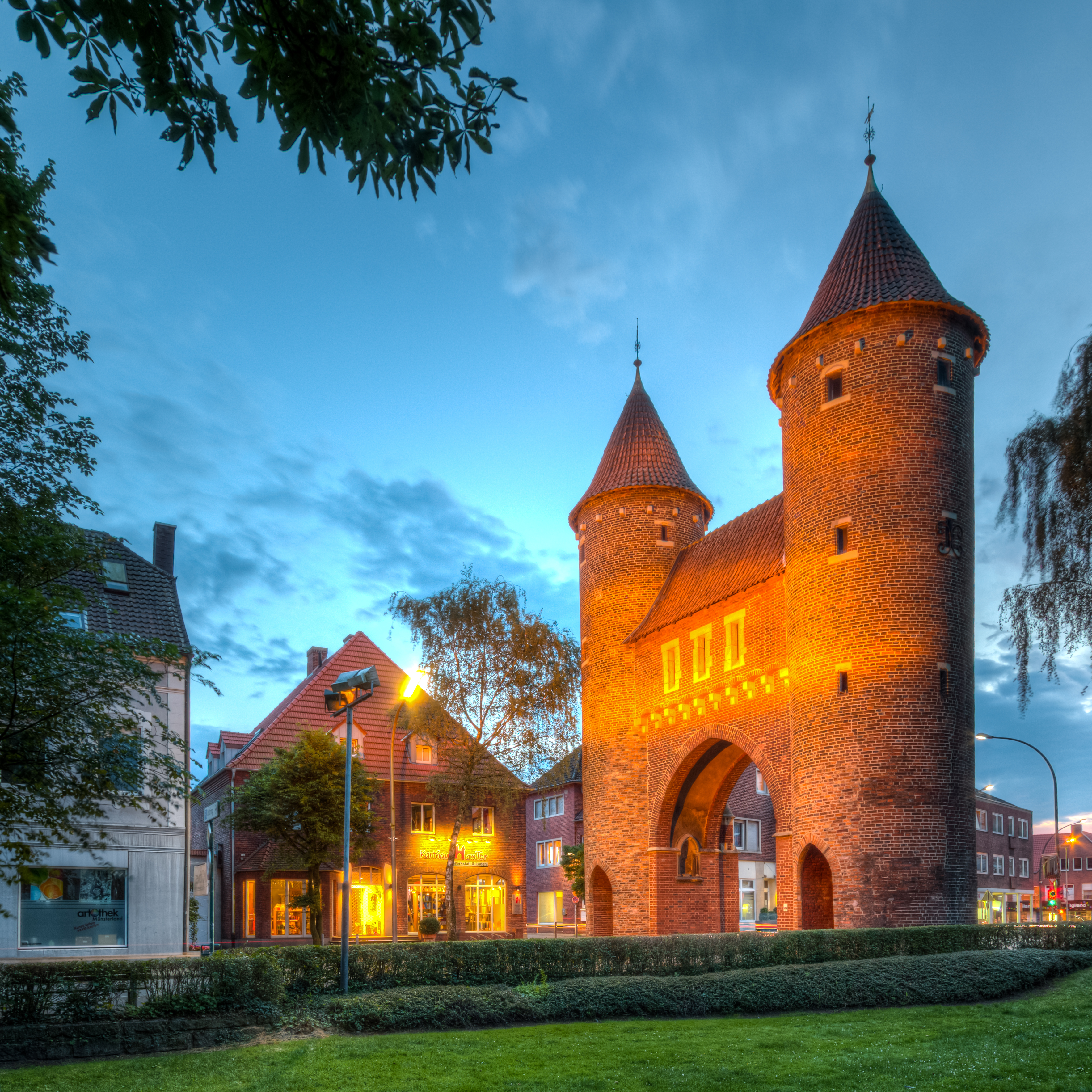
Le Lüdinghauser Tor illuminé en soirée à Dülmen.

Le Lüdinghauser Tor est une partie de l'ancienne fortification de la ville de Dülmen. Le monument est situé à la sortie du centre-ville de Dülmen, sur la route menant vers Lüdinghausen. Il est l'emblème de la ville de Dülmen.

## Galerie

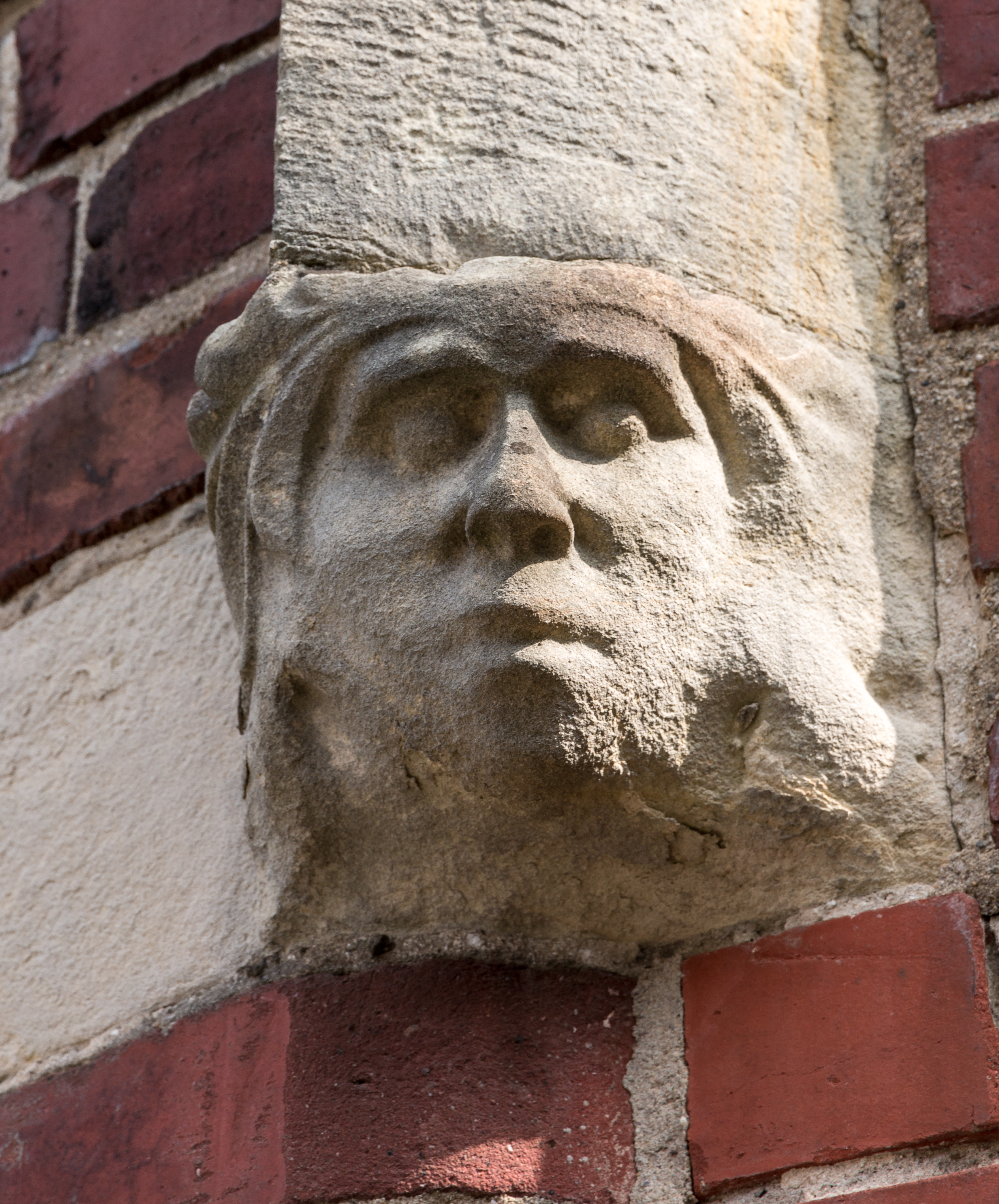
Détail de la tour ouest.
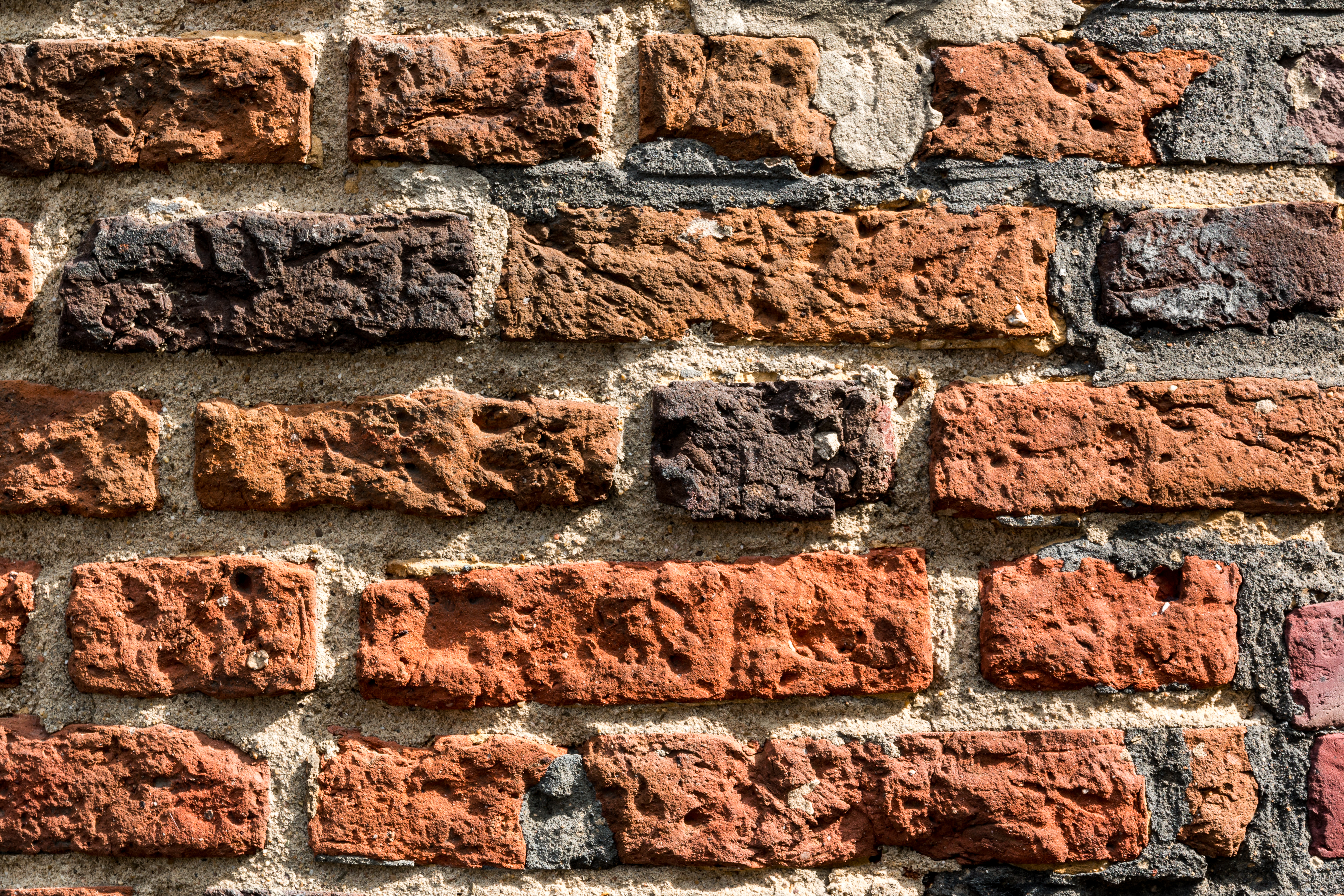
Gros plan du mur.
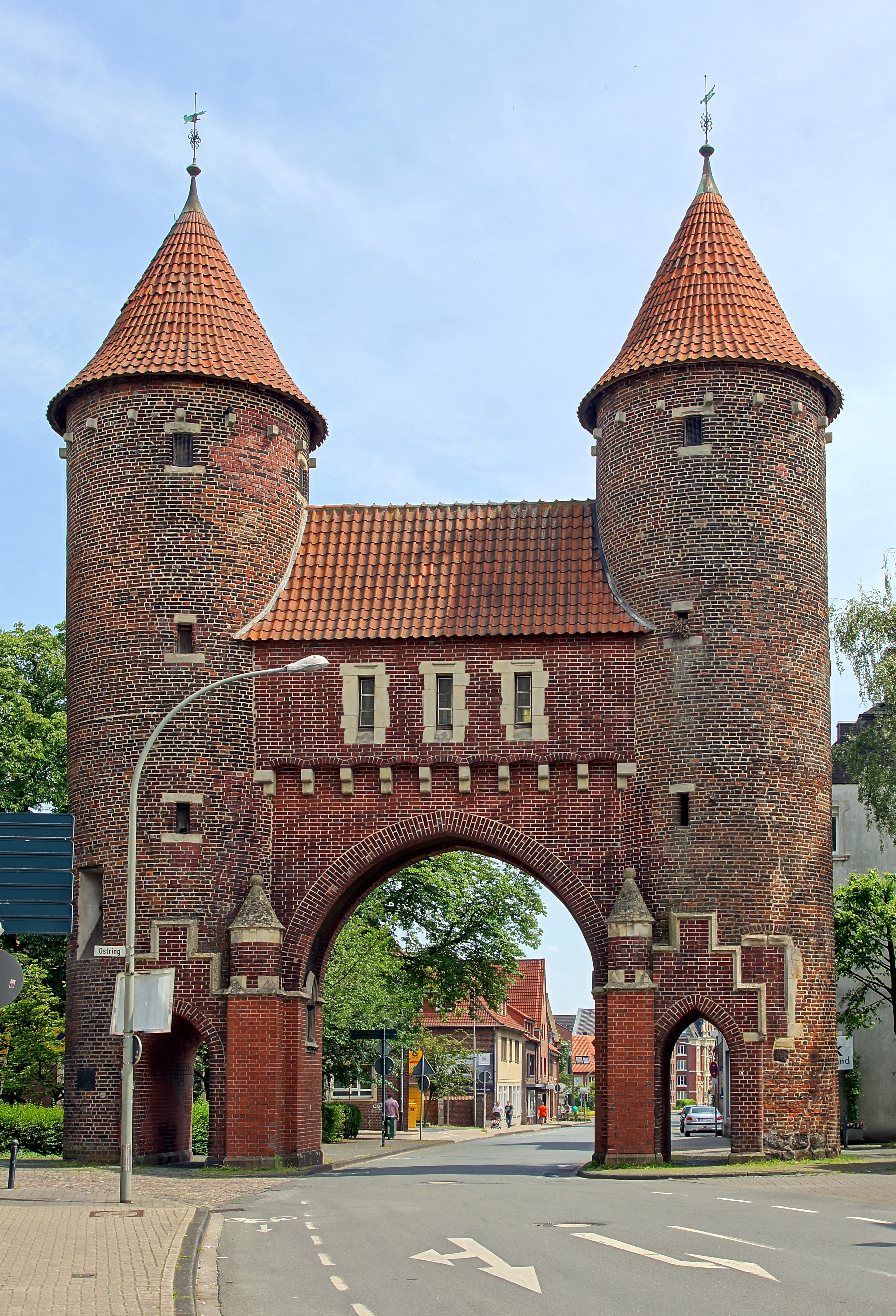
Vue de la route.
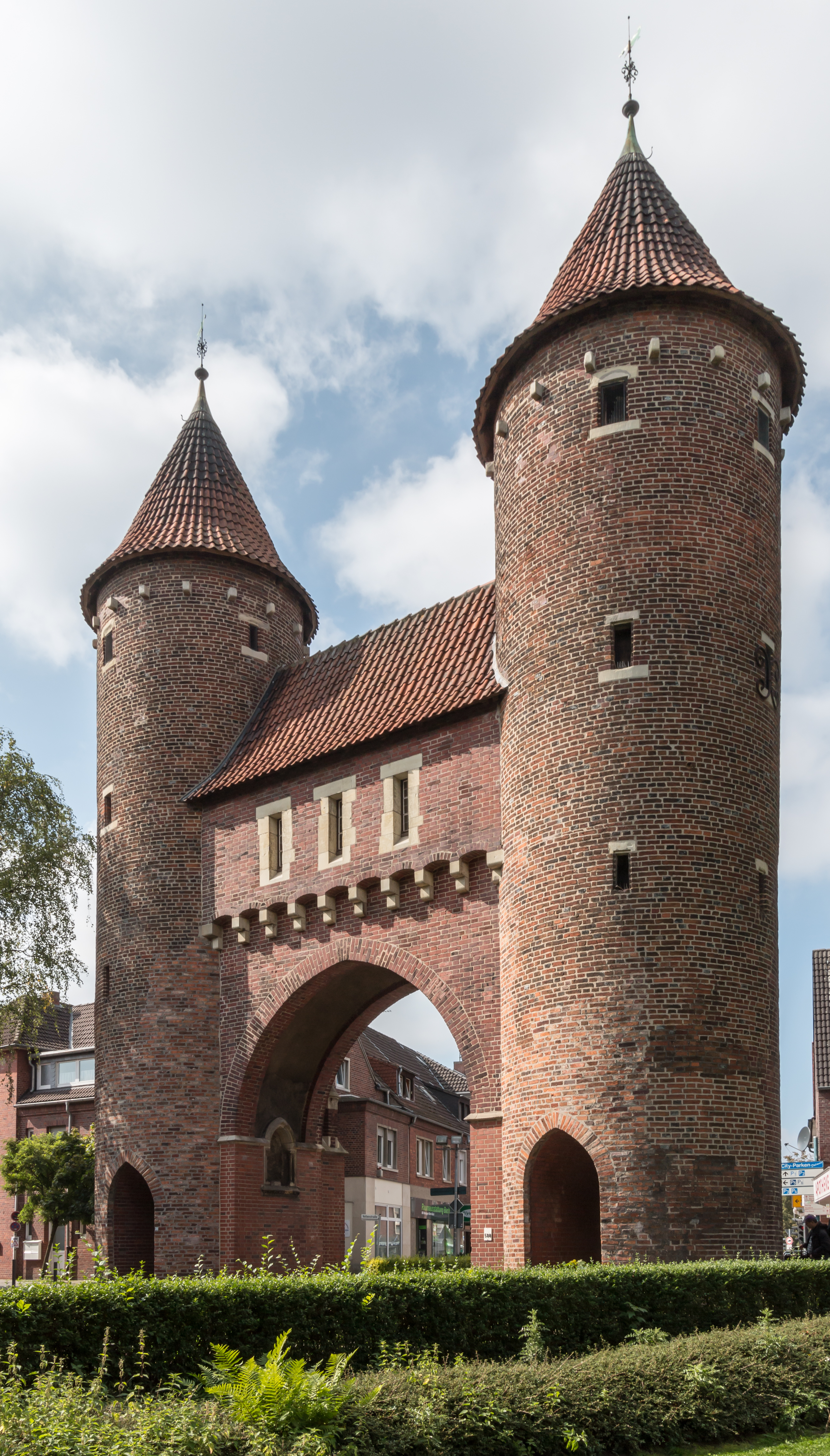
Vue oblique du monument.
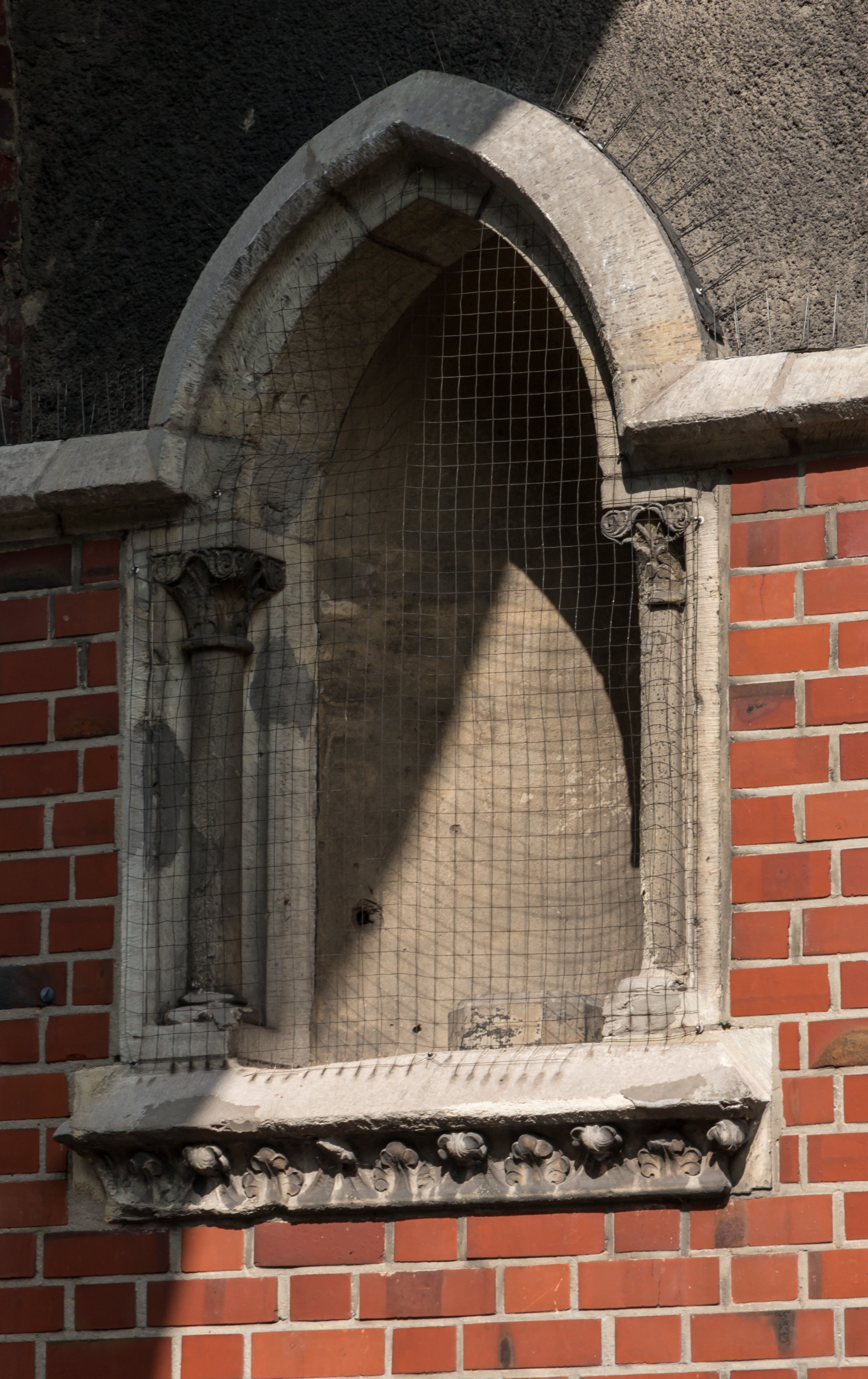
Détail d'une fenêtre.